# Prefaringe
In entomologia, la prefaringe o ipofaringe è un organo presente nell'apertura boccale degli Insetti, assimilabile impropriamente ad una sorta di lingua.
Di varia forma e sviluppo, suddivide l'apertura boccale in due cavità: in quella ventrale, detta salivarium, sboccano i condotti escretori delle ghiandole salivari; quella dorsale, detta cibarium, è il tratto iniziale del canale digerente, che prosegue nella faringe.